# دیویسبرو (جورجیا)
دیویسبرو، جورجیا (به انگلیسی: Davisboro, Georgia) یک شهر در ایالات متحده آمریکا با جمعیت ۱٬۵۴۴ نفر است که در جورجیا واقع شده‌است.

## موقعیت جغرافیایی
موقعیت جغرافیایی شهرها و مناطق اطراف به شرح زیر است: